# Schlingen
Koordinaten: 47° 58′ 10,9″ N, 10° 37′ 18,5″ O

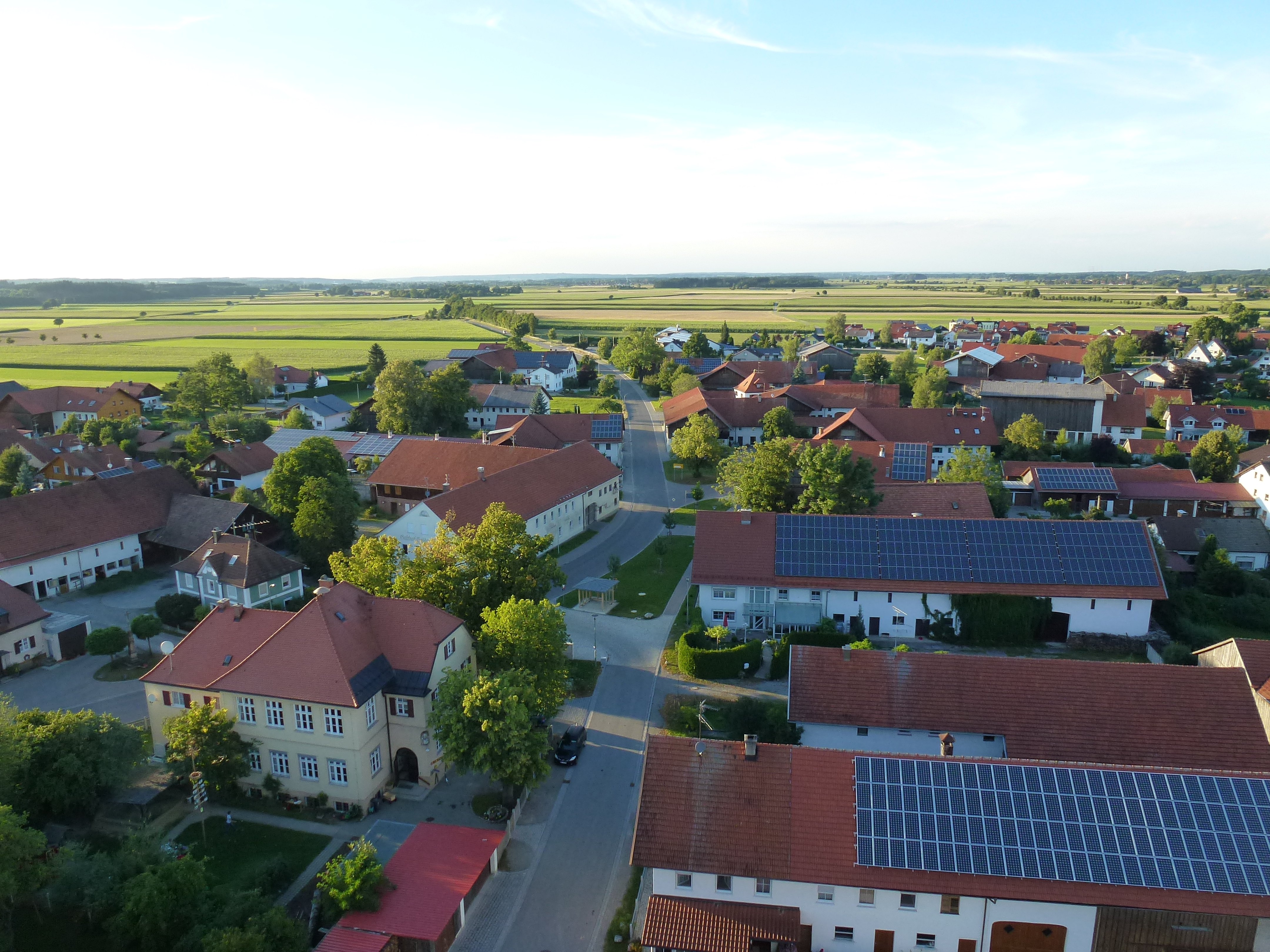
Blick vom Kirchturm in den Westen

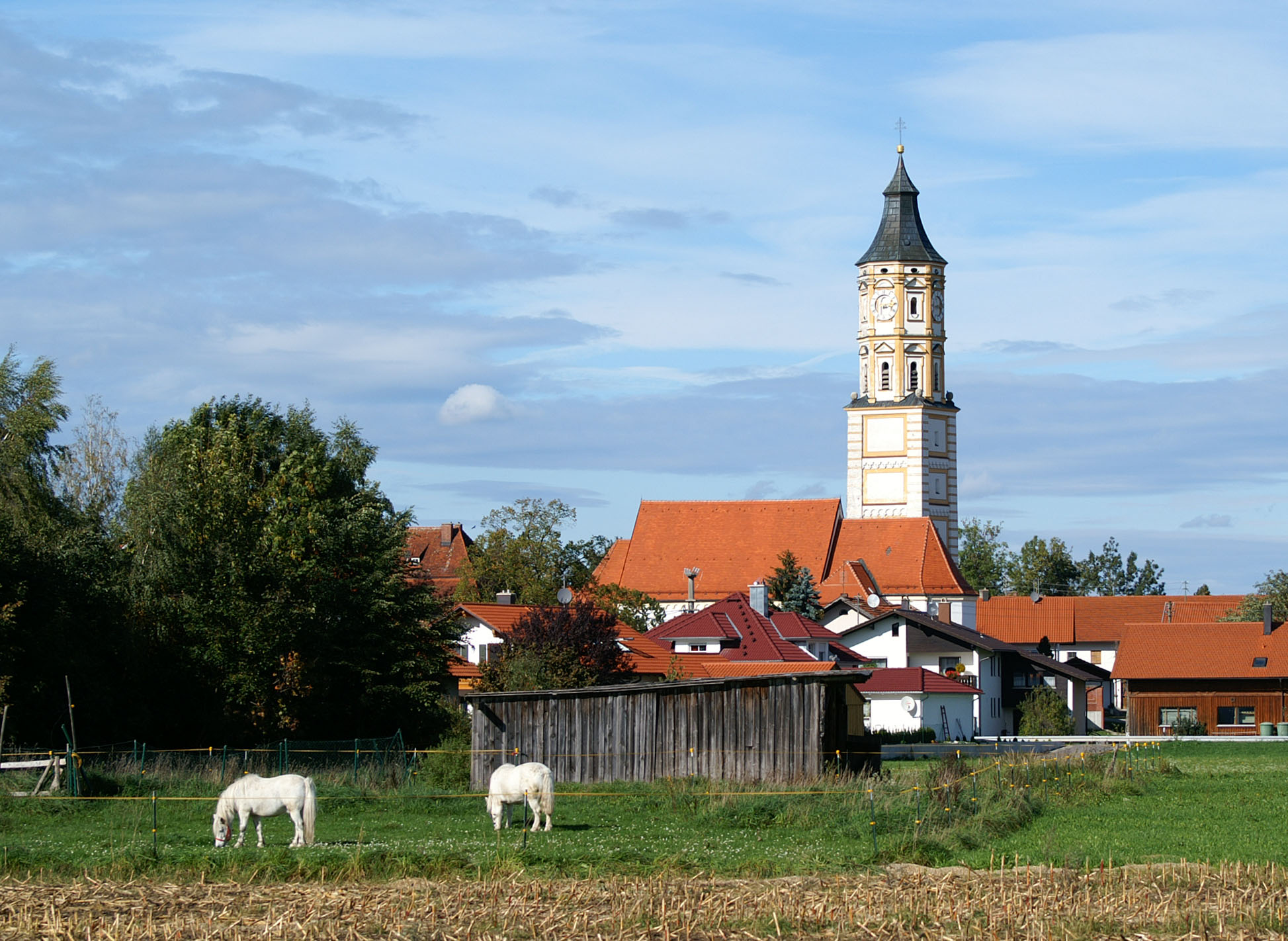
Schlingen von Süden

Schlingen ist ein Ortsteil der Stadt Bad Wörishofen an der Ostgrenze des schwäbischen Landkreises Unterallgäu.

## Geographie
Das Pfarrdorf Schlingen liegt westlich der Wertach auf einer Höhe von 642 m ü. NHN, umfasst ein Gebiet von rund 13,37 Quadratkilometer und hatte im Dezember 2021 746 Einwohner.

## Geschichte
Schlingen ist der älteste Ort innerhalb des Stadtgebietes Bad Wörishofen: Erstmals wurde Schlingen 897 urkundlich erwähnt, doch der Ort wurde möglicherweise bereits Ende des 5. Jahrhunderts gegründet. Grabhügel aus der Hallstattzeit und Reihengräber der alemannischen Siedler sowie zahlreiche Funde aus der Zeit der Schnurkeramiker, aus der Bronzezeit, aus der Kelten-/Eisenzeit  und aus der Zeit der Römer weisen darauf hin, dass die Gegend schon sehr früh bewohnt war. Die Römerstraße von Augsburg nach Bregenz führte durch das Gebiet von Schlingen.
Seit der Gründung des Klosters Irsee 1180 flossen Schenkungen von Schlingen dorthin. 1363 erhielt das Kloster Irsee den Maierhof als Seelgerät und um 1530 erwarb es das Dorfgericht von Schlingen. Zu diesem Zeitpunkt gehörten nur noch wenige Güter in Schlingen anderen Herrschaften. Der Kirchensatz lag zunächst bei der Herrschaft Ronsberg und ging dann durch Verkauf an die Klöster Kempten und Ottobeuren über. Bei der Klosteraufhebung im Zuge der Säkularisation übernahm der Bayerische Staat die Herrschaft über Schlingen.
Seit dem zweiten Gemeindeedikt von 1818 gehörte der Weiler Frankenhofen zur Gemeinde Schlingen. 1840 wurden in Schlingen 425 Einwohner registriert.
Am 1. Juli 1972 wurde die Gemeinde im Zuge der landesweiten Gebietsreform in die Stadt Bad Wörishofen eingegliedert. Letzter Bürgermeister vor der Eingemeindung war Anton Satzger (1966–1972).

### Einwohnerentwicklung
| Jahr      | 1840 | 2015 | 2021 |
| Einwohner | 425  | 719  | 746  |

## Sehenswürdigkeiten
Die Kirche St. Martin in Schlingen gilt aufgrund des Patroziniums und der Besiedelungsgeschichte von Schlingen als eines der ältesten Gotteshäuser der Umgebung. Ihre heutige Gestalt erhielt die Kirche erst in den Jahren 1761 bis 1768 im Stil des Rokoko. Die Deckenfresken der Kirche stammen von Franz Anton Zeiller aus dem Jahr 1763, den Stuck schuf der Wessobrunner Meister Johann Michael Steinhauser.
In die Denkmalliste sind vier weitere Objekte in Schlingen eingetragen: ein Gedenkstein von 1847, das Pfarrhaus von 1771, ein spätmittelalterliches Steinkreuz und ein im Kern 1731 errichtetes Bauernhaus.
Siehe auch: Liste der Baudenkmäler in Schlingen